# Scott Olsen
Pour les articles homonymes, voir Olsen.
Scott Matthew Olsen (né le 12 janvier 1984 à Kalamazoo dans le Michigan aux États-Unis) est un lanceur gaucher de baseball jouant en Ligue majeure depuis 2005. Il est présentement agent libre.

## Carrière
Scott Olsen est drafté en 6e ronde par les Marlins de la Floride en 2002. Il joue son premier match dans les majeures le 25 juin 2005.
À sa saison recrue en 2006, il remporte 12 victoires contre 10 défaites en 31 matchs. Le lanceur partant gaucher enchaîne avec 10 victoires en 33 départs en 2007, encaissant cependant 15 défaites. En 2008, il amorce 33 parties et affiche un dossier de 8-11.
Après la saison 2008, les Marlins cèdent le voltigeur Josh Willingham et Olsen aux Nationals de Washington en retour du lanceur de relève Emilio Bonifacio.
À sa première année à Washington, Olsen effectue 11 départs. Il remporte 2 victoires contre 4 défaites avec une moyenne de points mérités élevée à 6,03.
Olsen devient agent libre après la saison 2010. Il quitte les Nationals après quatre saisons à Washington et signe le 10 décembre un contrat d'un an et une année d'option avec les Pirates de Pittsburgh. Blessé aux muscles ischio-jambiers pendant le camp d'entraînement, il est libéré de son contrat le 14 mai sans avoir disputé un seul match avec Pittsburgh.

### Incidents
Olsen a une réputation de fauteur de troubles nourrie par divers incidents survenus au fil des ans. En 2006, son ami et coéquipier des Marlins, Randy Messenger, lui met un œil au beurre noir dans une bagarre dans un bar. Un accrochage avec le manager Joe Girardi fait aussi la manchette, bien qu'Olsen soutienne que la relation entre lui et Girardi est excellente.
L'année 2007 est riche en incidents. En début de saison, il s'en prend verbalement à la vedette des Phillies de Philadelphie, Chase Utley, durant un match, et un autre joueur des Phillies, Cole Hamels, déclare publiquement vouloir « battre » Olsen. En 2007, le lanceur des Marlins est mis à l'amende pour avoir fait un geste obscène à des spectateurs lors d'une partie à Milwaukee. Il s'attire les foudres d'un coéquipier, Miguel Cabrera, pendant un match et les deux hommes sont sur le point d'en venir aux coups lorsque d'autres joueurs les séparent. En juillet 2007, il est suspendu par les Marlins pour deux parties après un accrochage avec son coéquipier Sergio Mitre. 
Le 20 juillet 2007, Olsen est appréhendé à Miami pour ivresse au volant. Il refuse d'arrêter son véhicule à l'approche des policiers et résiste à son arrestation. Les policiers le maîtrisent en utilisant un pistoler Taser. Amené en prison, il est libéré moyennant une caution de 11 000 dollars.

## Statistiques
| Saison | Équipe     | G   | GS  | CG | SHO | V  | D  | SV | IP    | SO  | ERA  |
| ------ | ---------- | --- | --- | -- | --- | -- | -- | -- | ----- | --- | ---- |
| 2005   | Floride    | 5   | 4   | 0  | 0   | 1  | 1  | 0  | 20.1  | 21  | 3,98 |
| 2006   | Floride    | 31  | 31  | 0  | 0   | 12 | 10 | 0  | 180.2 | 166 | 4,04 |
| 2007   | Floride    | 33  | 33  | 0  | 0   | 10 | 15 | 0  | 176.2 | 133 | 5,81 |
| 2008   | Floride    | 33  | 33  | 0  | 0   | 8  | 11 | 0  | 201.2 | 113 | 4,20 |
| 2009   | Washington | 11  | 11  | 0  | 0   | 2  | 4  | 0  | 62.2  | 42  | 6,03 |
| 2010   | Washington | 17  | 15  | 0  | 0   | 4  | 8  | 0  | 81.0  | 53  | 5,56 |
| Totaux | Totaux     | 130 | 127 | 0  | 0   | 37 | 49 | 0  | 723.0 | 528 | 4,85 |

Note : G = Matches joués ; GS = Matches comme lanceur partant ; CG = Matches complets ; SHO = Blanchissages ; 
V = Victoires ; D = Défaites ; SV = Sauvetages ; IP = Manches lancées ; SO = Retraits sur des prises ; ERA = Moyenne de points mérités.